# Cribrochamus
Cribrochamus is een kevergeslacht uit de familie van de boktorren (Cerambycidae). De wetenschappelijke naam van het geslacht werd voor het eerst geldig gepubliceerd in 1961 door Dillon & Dillon.

## Soorten
Cribrochamus is monotypisch en omvat slechts de volgende soort:
- Cribrochamus cribrosus (Lameere, 1893)